# فروشگاه باز
فروشگاه باز به محل استخدامی گفته می‌شود که فرد ملزم به عضویت در آن یا حمایت مالی از اتحادیه (فروشگاه بسته) به عنوان شرط استخدام یا ادامه کار نیست.

## فروشگاه باز در مقابل فروشگاه بسته
تفاوت عمده بین فروشگاه باز و بسته، شرط عضویت در اتحادیه است. نظرات مختلفی در مورد مزایا و معایب فروشگاه‌های باز وجود دارد.

### مزایا و معایب فروشگاه‌های باز
در ایالات متحده، قوانین «حق کار» با مزایای کلی کمتر و رشد اقتصادی بیشتر مرتبط است. با این حال، چنین نتایجی قابل بحث است، زیرا اشتغال، سرمایه‌گذاری و درآمد در بخش‌های سنتی اتحادیه‌ای اقتصاد نمی‌تواند با تصویب چنین قوانینی مرتبط باشد.